# シャープ米子
シャープ米子株式会社（シャープよなご、英: SHARP YONAGO CORPORATION）は、鳥取県米子市にある、シャープの子会社である液晶ディスプレイパネルの生産会社。

## 概要
2005年6月に、富士通の子会社である富士通ディスプレイテクノロジーズ（旧・米子富士通）の米子工場、および富士通研究所の液晶関係の研究設備が、富士通からシャープに譲渡され、シャープの子会社として発足。
“液晶のシャープ”における中小型パネルの生産拠点となっている。
富士通からシャープへの譲渡により、生産品目をPC用の17インチ級から、小型機器用の2〜10インチ級に転換した。